# ユーグ・メルル
ユーグ・メルル（Hugues Merle、1822年4月28日 - 1881年3月16日）はフランスの画家である。人物画、女性を多く描いた。

## 略歴
イゼール県のラ・ソーヌに生まれた。エコール・デ・ボザールでレオン・コニエに学んだ。1847年からサロン・ド・パリに出展を始め、1849年に若手画家の登竜門である、ローマ賞に応募するが入賞することはできなかった。サロンでは1861年、1863年に2等を受賞した。
1860年代の初めにパリの画商、ポール・デュラン＝リュエルと知り合い、作品を買い上げられるようになった。デュラン＝リュエルから同世代でローマ賞受賞者のウィリアム・アドルフ・ブグローを紹介された。2人は少女や女性を多く描き、ライバルとして競うことになった。
1866年にレジオンドヌール勲章（シュバリエ）を受勲した。
息子のジョルジュ・メルル（Georges Merle:1851–1886)も画家になった。

## 作品

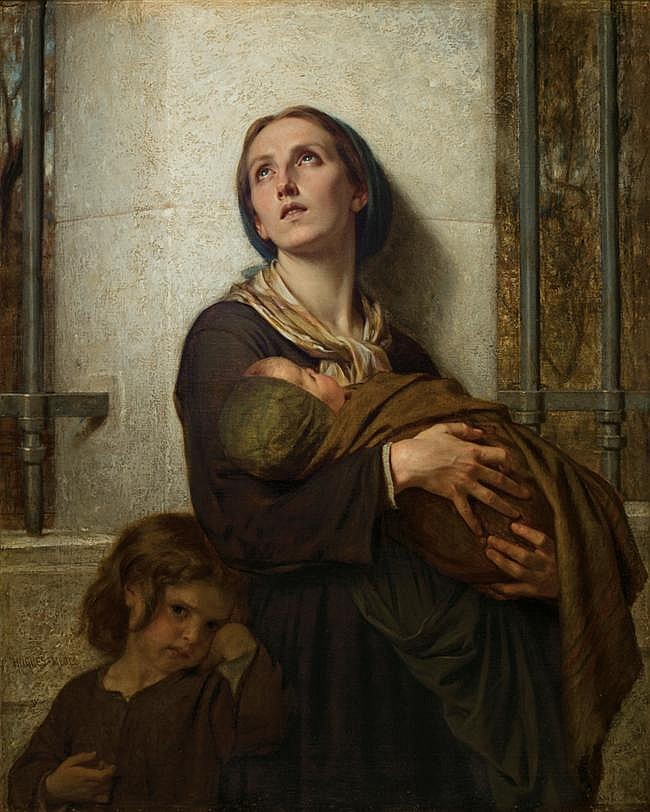
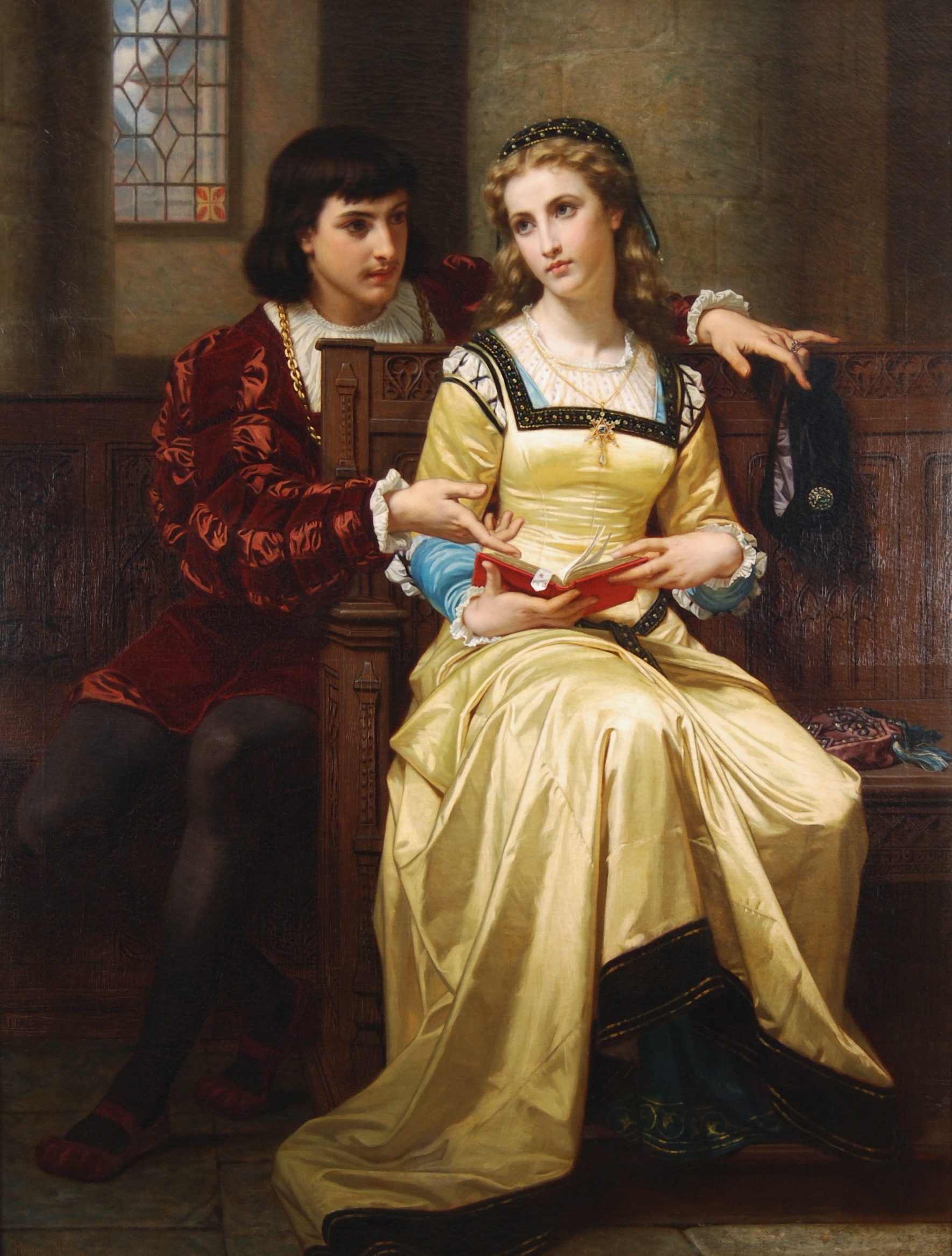
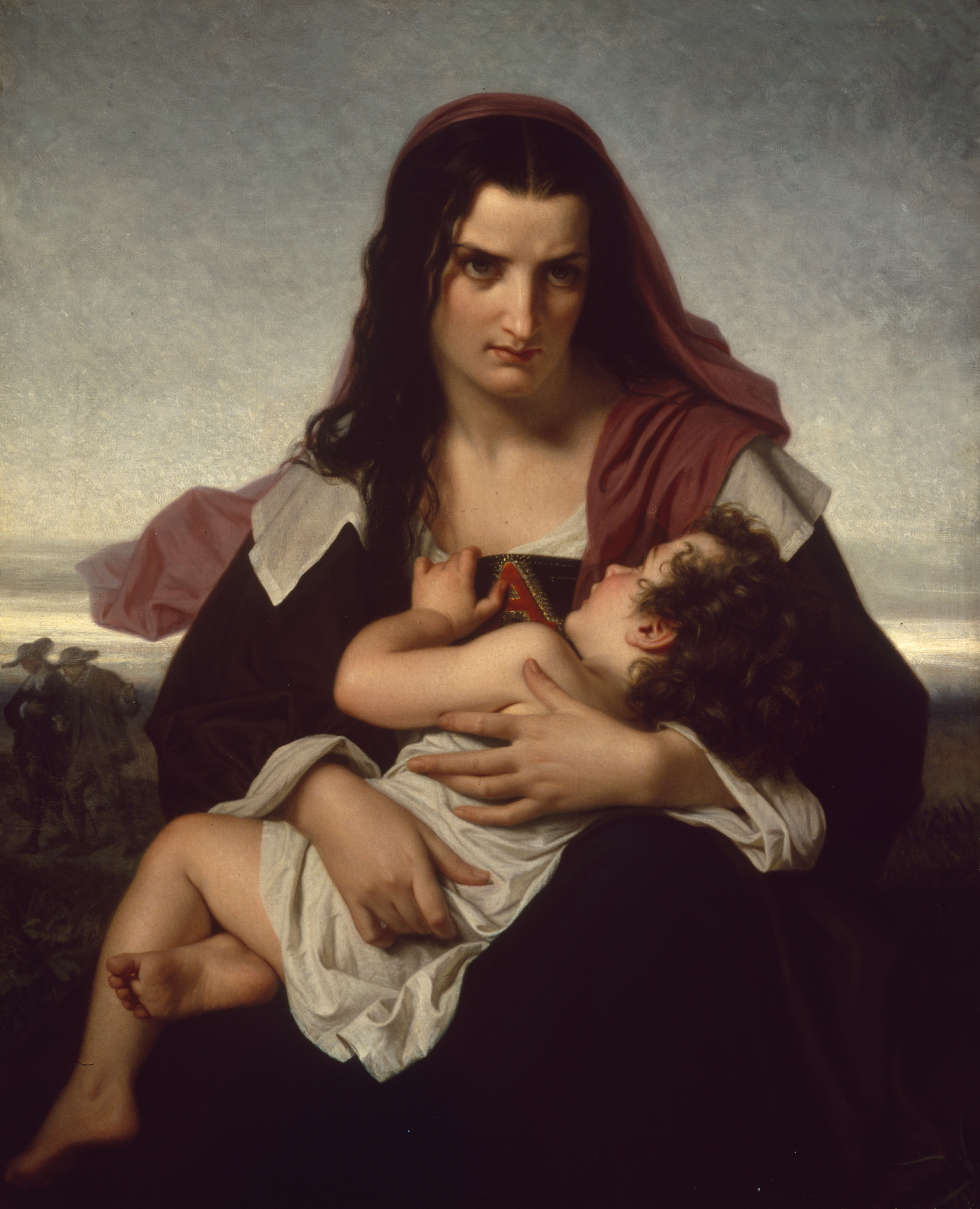
(1861)
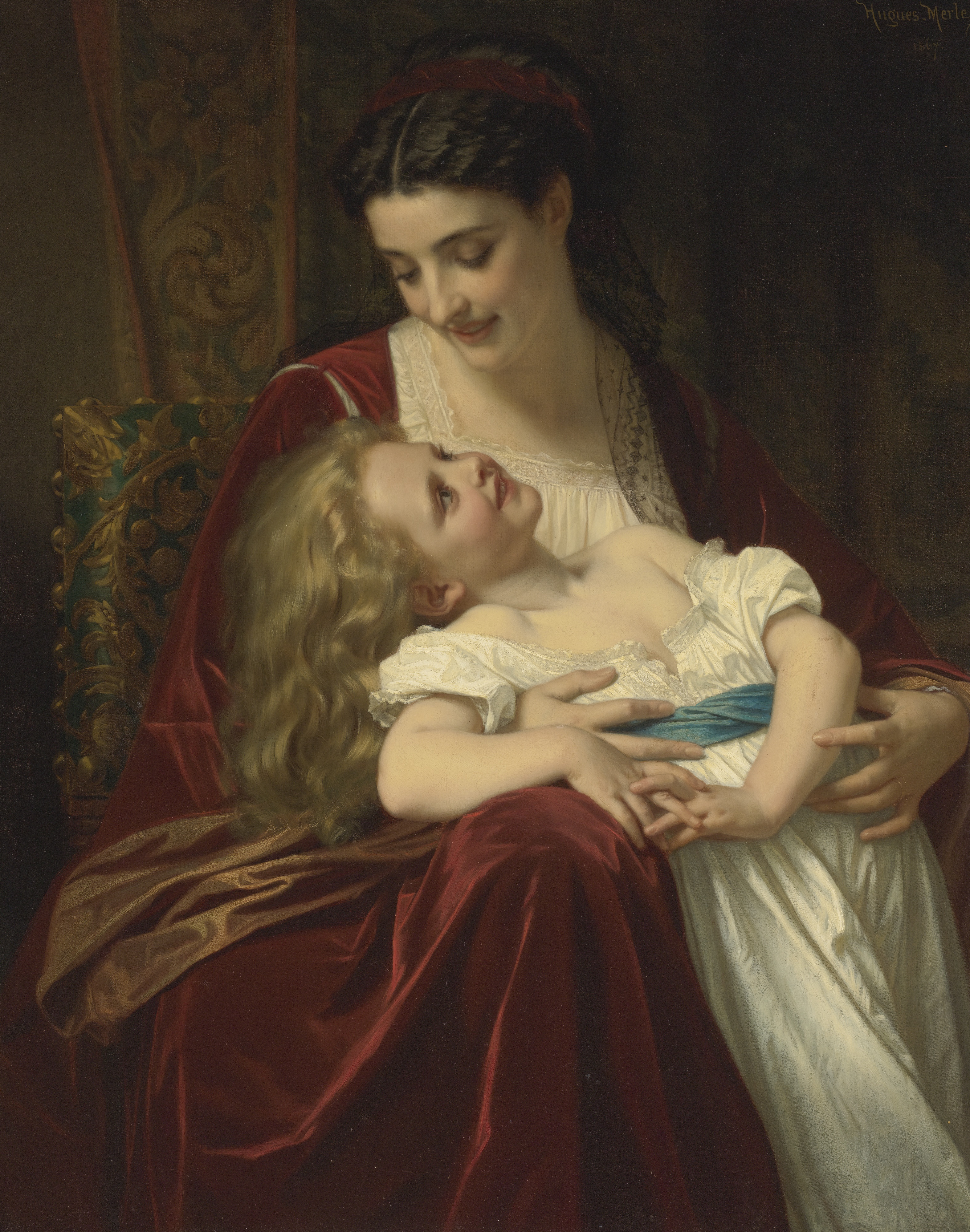
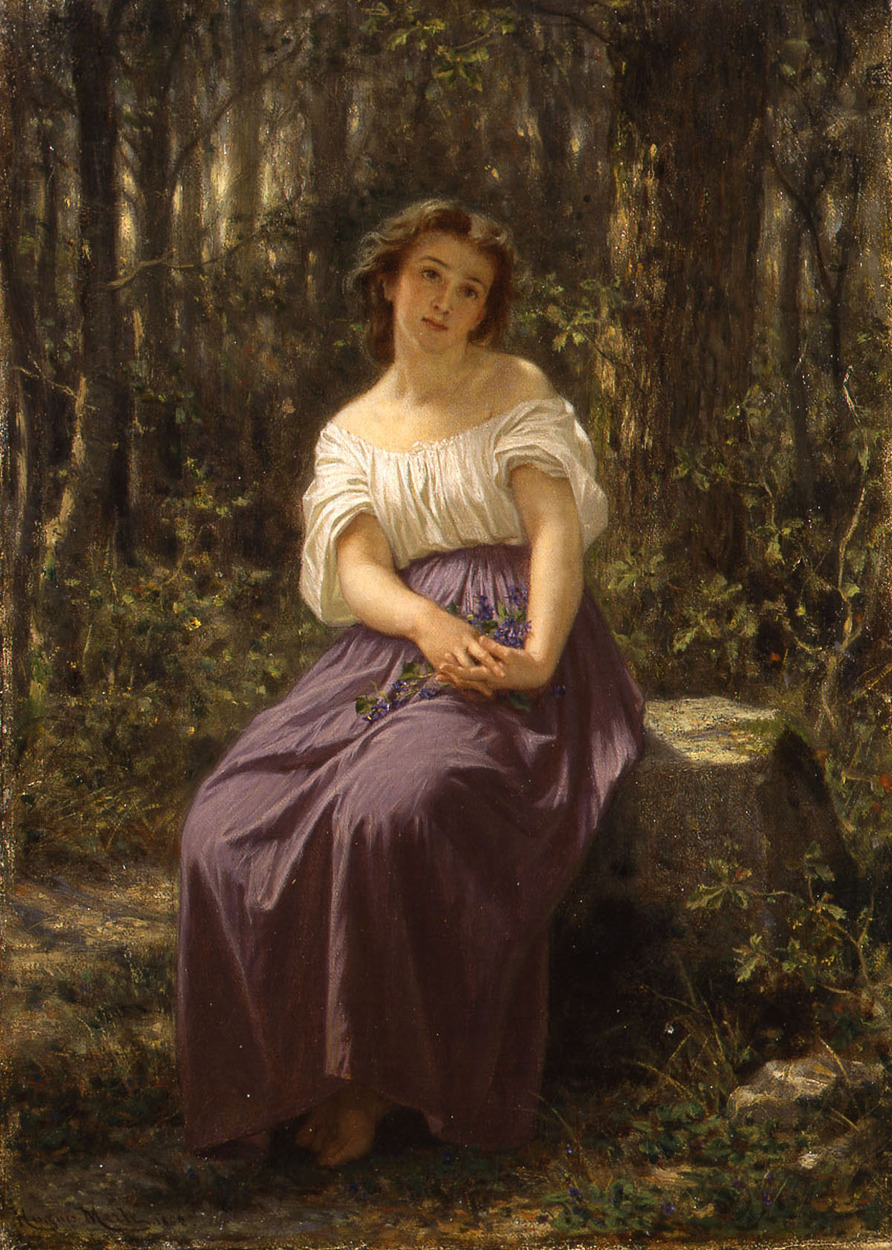
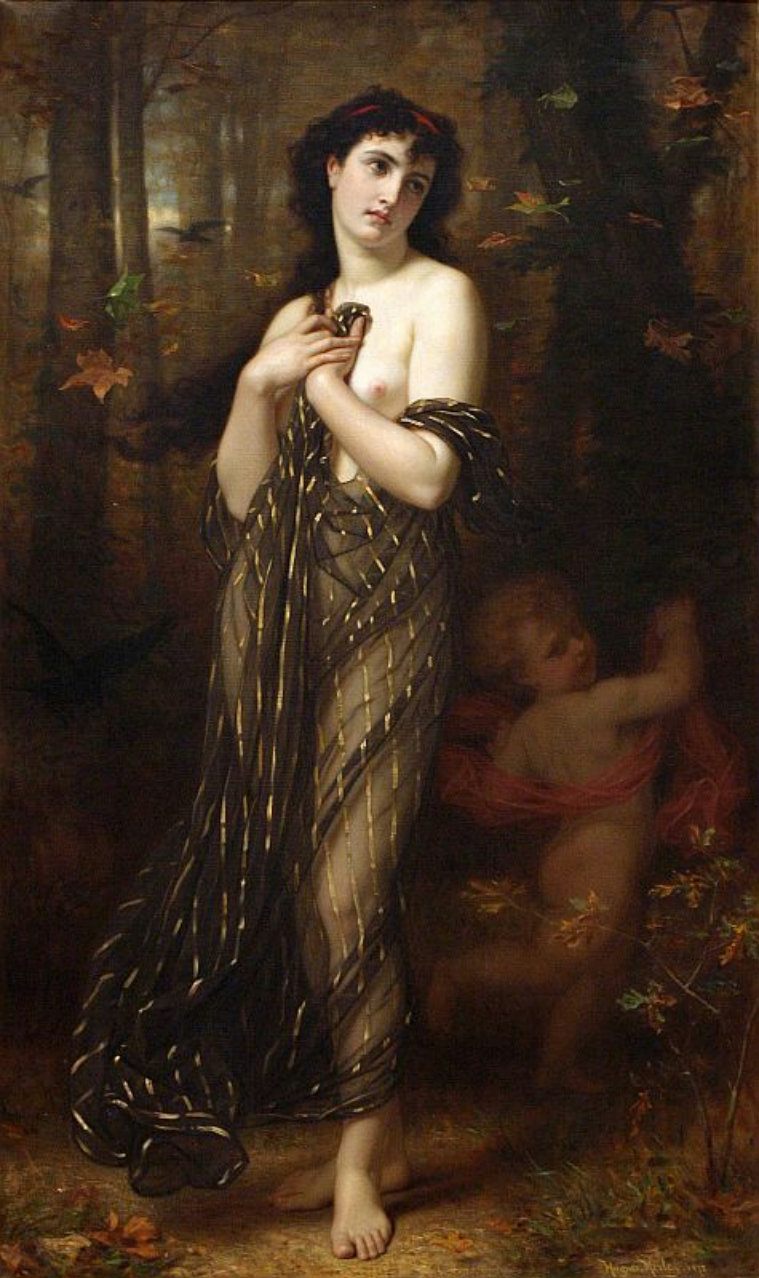
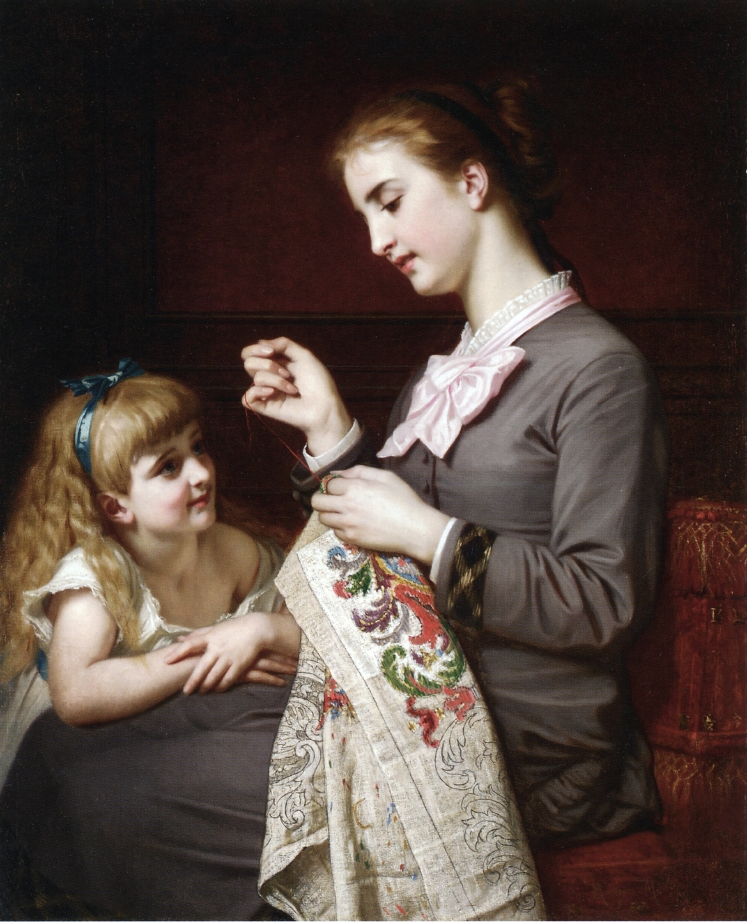
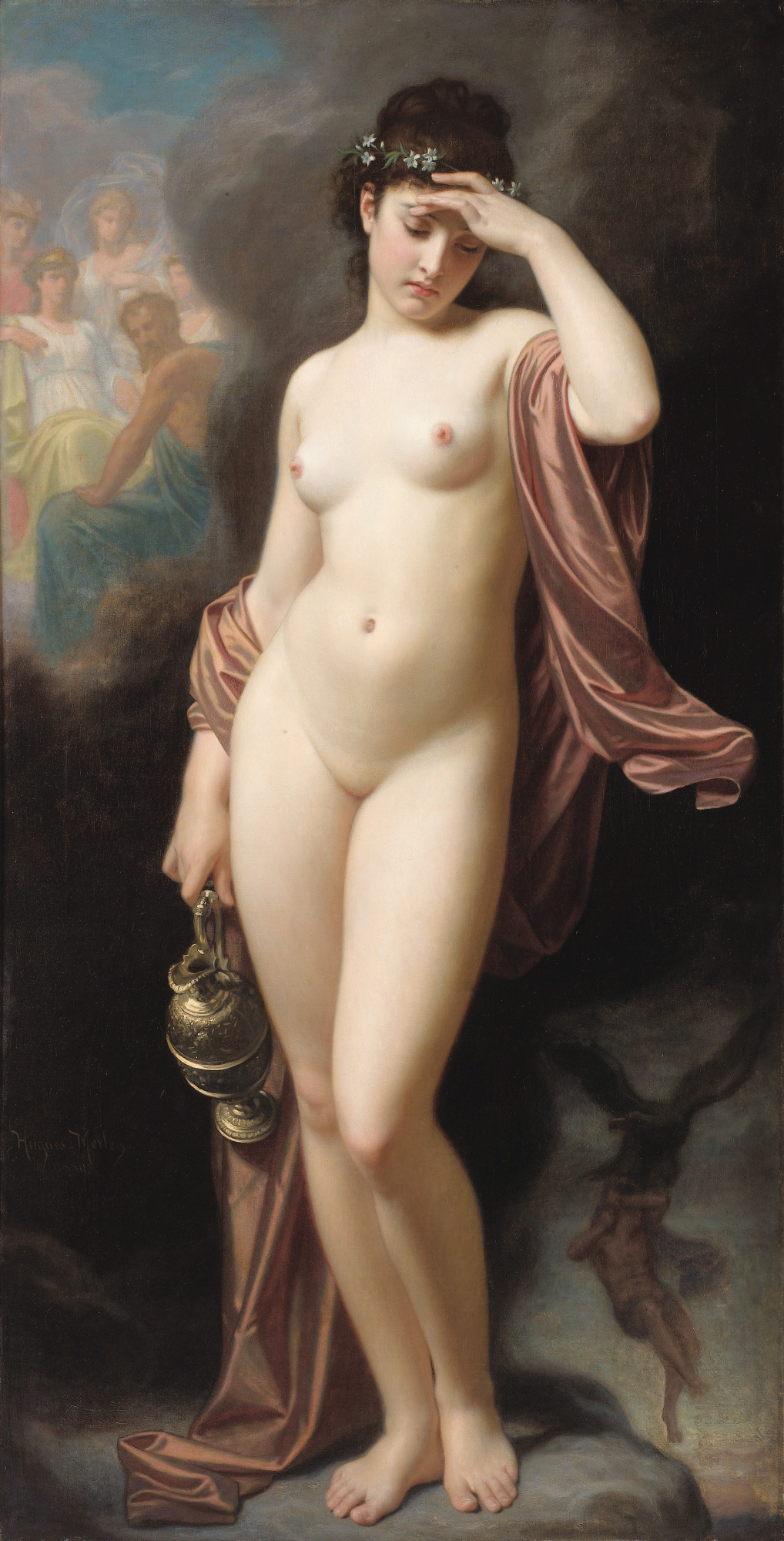